# Schweizerisches Idiotikon
Das Schweizerische Idiotikon. Wörterbuch der schweizerdeutschen Sprache (auch Schweizerdeutsches Wörterbuch oder gewöhnlich kurz Idiotikon genannt) dokumentiert den lebenden und historischen schweizerdeutschen Wortschatz (einschliesslich der Walsergebiete Oberitaliens). Ausgenommen hiervon ist die bairische Mundart Samnauns, die im Wörterbuch der bairischen Mundarten in Österreich beschrieben wird.
Die erste Lieferung des ersten Bandes wurde 1881 publiziert; derzeit wird am siebzehnten Band gearbeitet, der den mit Z anfangenden Wörtern gewidmet ist. Seit September 2010  ist das ganze Wörterbuch bis zur jeweils aktuellen Lieferung über die Website www.idiotikon.ch online abrufbar. Dieser Online-Zugang wird seither laufend ausgebaut, um das Wörterbuch im Sinne der Digital Humanities als digitale Infrastruktur weiterentwickeln zu können.
«Schweizerisches Idiotikon» wird heute auch als Name des Instituts verwendet, dessen Hauptaufgabe die Erarbeitung des Wörterbuchs ist. Am Institut angesiedelt sind seit neuerer Zeit auch weitere Projekte aus dem dialektologischen, lexikographischen und namenkundlichen Bereich.
Das Wort «Idiotikon» ist ein von griechisch idios «abgesondert, eigen, privat» abgeleiteter Begriff für ein Wörterbuch, das den für eine bestimmte Landschaft «eigentümlichen» Wortschatz verzeichnet.

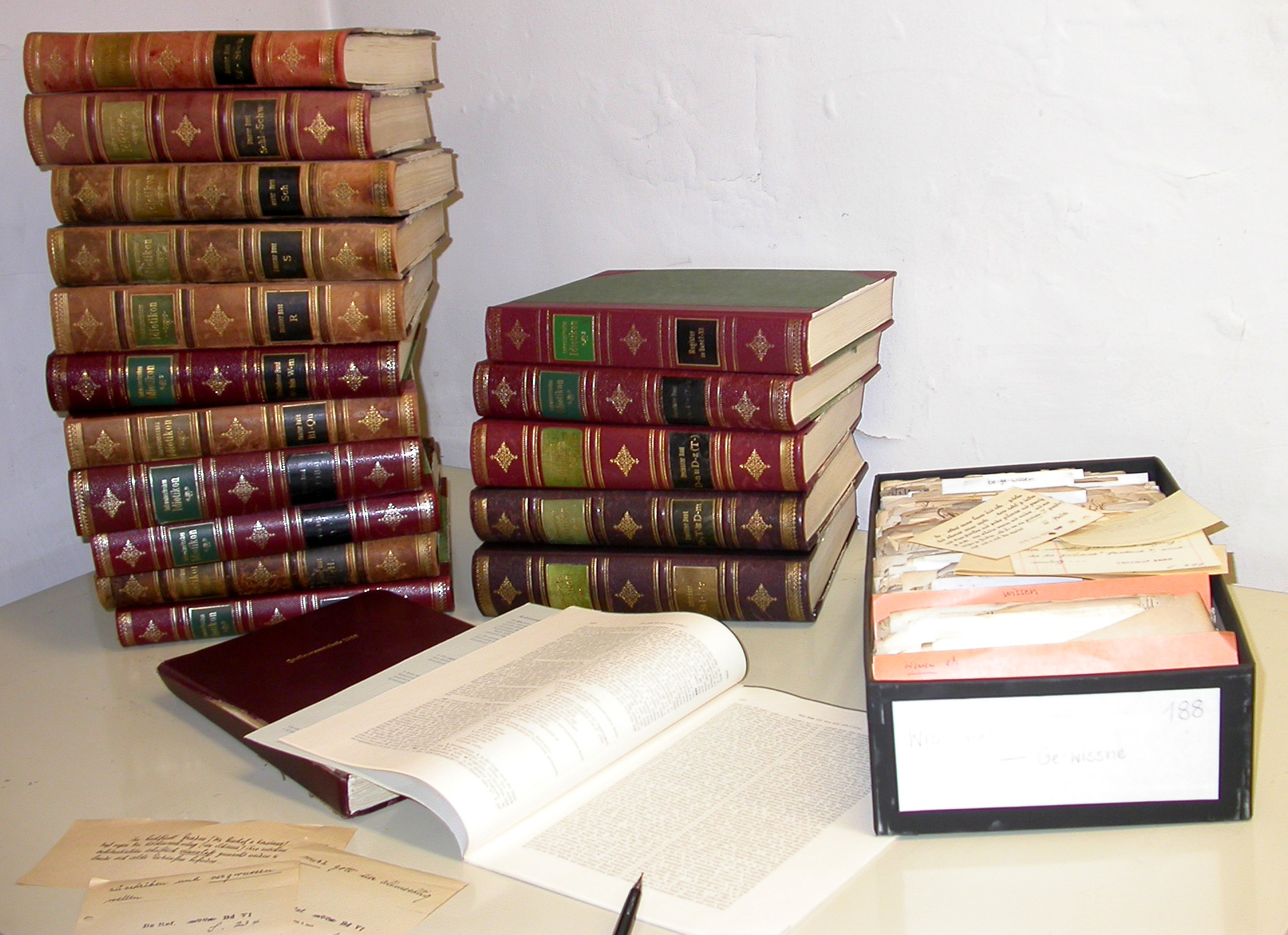
Bände und Materialschachtel des Schweizerischen Idiotikons

## Typus und Charakteristik
Das Schweizerische Idiotikon ist eines der vier nationalen Wörterbücher der Schweiz, zusammen mit dem Glossaire des patois de la Suisse romande in Neuenburg, dem Vocabolario dei dialetti della Svizzera italiana in Bellinzona und dem Dicziunari Rumantsch Grischun in Chur. Wie diese drei ist es nicht allein linguistisch beziehungsweise semantisch ausgerichtet, sondern es legt auch grosses Gewicht auf die Dokumentation der historischen Sachkultur und der älteren volkskundlichen Verhältnisse. Zugleich ist es eines der grosslandschaftlichen Wörterbücher des Deutschen.
Das Schweizerische Idiotikon dokumentiert den gesamten deutschschweizerischen Wortschatz ab dem Ende der klassischen mittelhochdeutschen Periode im 13. Jahrhundert bis in die aktuelle Zeit, in welcher der jeweilige Band publiziert wird (19.–21. Jahrhundert). Damit ist es nicht nur ein Mundartwörterbuch, sondern auch das historische Wörterbuch der Region – und dank seiner Präzision das detailreichste frühneuhochdeutsche Wörterbuch der deutschen Sprache überhaupt. Ausser der Sprache im engeren Sinn beschreibt es überdies die mit den beschriebenen Wörtern verbundene Kulturgeschichte, sodass es zugleich ein Wörterbuch der früheren materiellen Kultur (Sachkultur), der traditionellen Volkskunde, der Rechtsgeschichte, der historischen Arzneikunde usw. ist.
Von seiner historischen Ausrichtung, seiner Ausführlichkeit und seiner Tiefe wie Breite her steht das Schweizerische Idiotikon ab der Mitte seines vierten Bandes beziehungsweise der Übernahme der Chefredaktion durch Albert Bachmann auf der Stufe der nationalen Wörterbücher, wie etwa auch das Deutsche Wörterbuch, das Woordenboek der Nederlandsche Taal, der Oxford English Dictionary, das Ordbog over det danske Sprog oder das Svenska Akademiens ordbok. Zuvor stand es mehr in der Tradition der grosslandschaftlichen Wörterbücher des Deutschen, denen es zeitlich allerdings (mit Ausnahme von Schmellers Bayerischem Wörterbuch) voranging.
Das Schweizerische Idiotikon ist kein normalalphabetisch angeordnetes Wörterbuch. Die Reihenfolge der Lemmata geschieht, wenn auch mit gewissen Abweichungen, nach dem sogenannten schmellerschen System. Hiernach sind die Lemmata erstens primär nach dem Konsonantengerüst und erst sekundär nach den Vokalen angeordnet, und zweitens werden ganze Wortfamilien behandelt, sodass beispielsweise Zusammensetzungen dem Grundwort folgen und nicht gemäss dem Anfangsbuchstaben des Bestimmungswortes eingeordnet sind. Der erstere Punkt sollte nach den Überlegungen Schmellers und Staubs das Auffinden von Dialektwörtern erleichtern, da Vokale variabler sind als Konsonanten; der zweite Punkt hat seine Wurzeln in der Lexikographie des 18. Jahrhunderts.

«Man kann es den beteiligten Kreisen nicht eindringlich genug sagen, welch unvergleichlichen nationalen Schatz und welche ganz ausserordentliche wissenschaftliche Leistung das Idiotikon für das ganze schweizerische Volk bedeutet. Die deutsche Sprachwissenschaft ist ohne Idiotikon undenkbar.»

## Geschichte

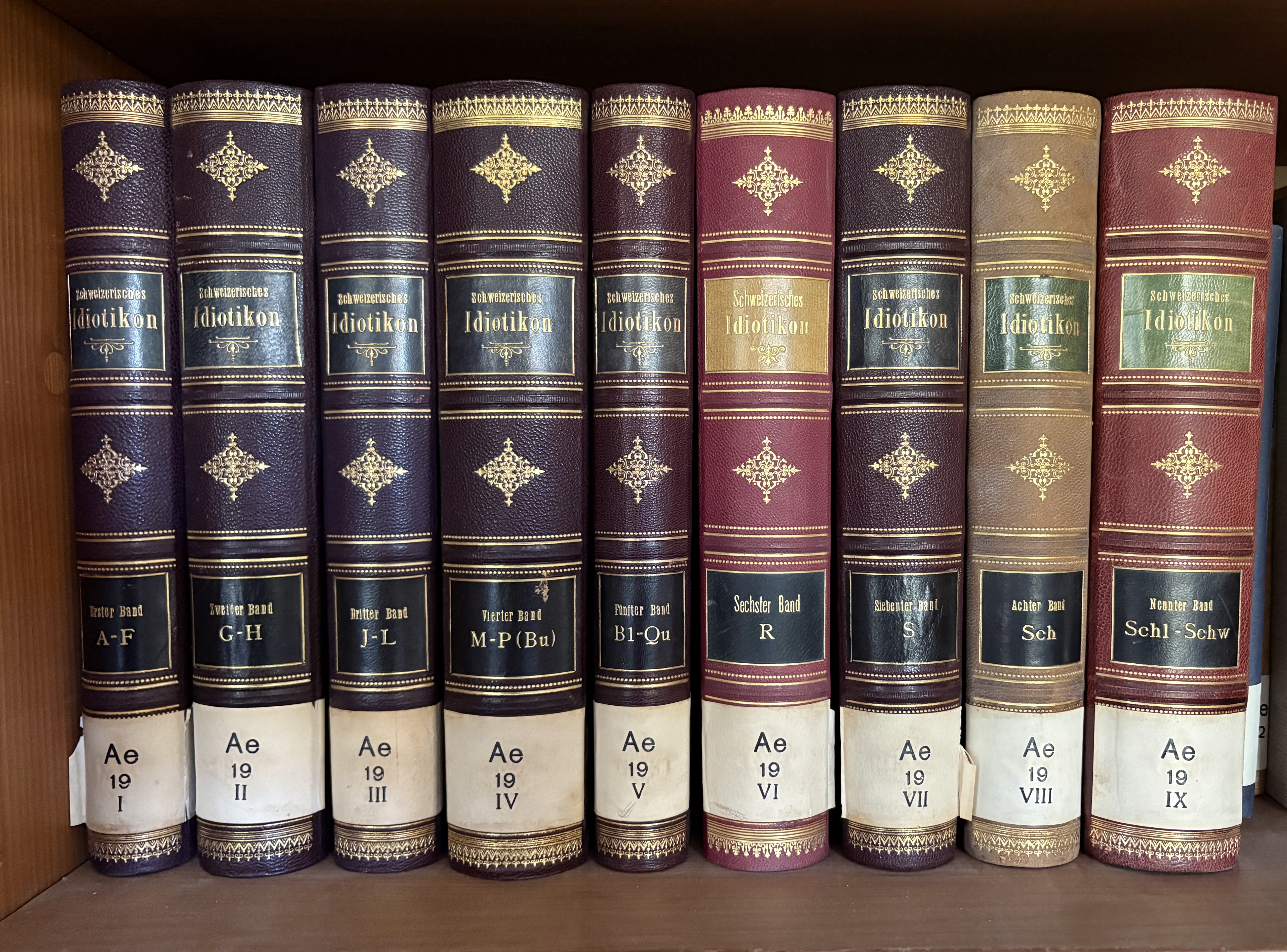
Bände im Gestell

Am Anfang stand der Wunsch, Franz Joseph Stalders Versuch eines Schweizerischen Idiotikon mit etymologischen Bemerkungen untermischt von 1806/1812 zu ersetzen. Nach einem Vortrag Friedrich Staubs bei der Antiquarischen Gesellschaft in Zürich, in dem er sich gegen die herrschenden Vorteile gegenüber den Dialekten wandte und für deren Wert und Bedeutung plädierte, wurde 1862 ein Verein für das Schweizerdeutsche Wörterbuch gegründet (der schon im Folgejahr wieder einschlief). Als Leiter des Unternehmens wurde Friedrich Staub eingesetzt, und 1863 legte Ludwig Tobler mit seinen Unmaßgeblichen Gedanken über die Methode des schweizerischen Wörterbuchs ein Konzept vor, das bis heute Gültigkeit besitzt. 1874 fiel der endgültige Entscheid, nicht nur die lebende, sondern auch die historische Sprache miteinzubeziehen. Ein Netz von mehreren hundert über die ganze Deutschschweiz verteilten sogenannten Korrespondenten half besonders in dieser Frühzeit aktiv mit, den Grundstock des Materials zusammenzutragen. Einige Personen wurden sogar selbst publizistisch tätig, um das neue Werk zu unterstützen, so etwa mit eigenen lokalen beziehungsweise regionalen Wörterbüchern der Davoser Valentin Bühler (ab 1870), der Leerauer Jakob Hunziker (1877) und der Basellandschäftler Gustav Adolf Seiler (1879) oder mit selbst verfasster Mundartliteratur die Solothurner Bernhard Wyss (1863) und Franz Josef Schild (1864) sowie der Zürcher Oberländer Jakob Senn (1864). Auch gingen Manuskripte in grosser Zahl bei der Redaktion ein, darunter ganze – unpublizierte – Wörterbücher wie dasjenige des Nidwaldners Jakob Joseph Matthys, des Berners Friedrich Zyro und, postum, des Bündners Martin Tschumpert. Die erste Lieferung (gemäss Titelblatt; fälschlicherweise zugleich als Publikationsjahr des gesamten ersten Bandes fungierend) erschien 1881. Ursprünglich waren vier Bände geplant.
Der ursprünglichen Idee zufolge wurde das Wörterbuch als eigentliches «Idiotikon» begonnen, also als Wörterbuch, das sich auf den von der Schriftsprache abweichenden Wortgebrauch konzentrierte. Wörter und Bedeutungen, die sich von der Schriftsprache wenig abheben, sind deshalb in den frühen Bänden nur knapp oder gar nicht abgehandelt. Im ausgehenden 19. Jahrhundert entwickelten sich die Ansprüche allerdings rasch weiter, und Hermann Pauls Schrift Über die Aufgaben der wissenschaftlichen Lexikographie von 1895 wurde auch von der Idiotikon-Redaktion zur Kenntnis genommen. In der Folge stellte der ab 1896 amtierende Chefredaktor Albert Bachmann das Wörterbuch auf eine neue Basis und setzte Pauls Anliegen, dass wissenschaftliche Wörterbücher «den Aufbau einer wirklichen Wortgeschichte» zum Ziel haben sollten, entschlossen um. So wurden lexikalische, geographische und zeitliche Lücken geschlossen und die Darstellung stärker diachronisch ausgerichtet. In der Folge unterscheiden sich die ab der Mitte des vierten Bandes erscheinenden Wortartikel beziehungsweise die nachfolgenden Bände in Umfang, Dichte und Tiefe wesentlich von denjenigen der Frühzeit. Unter Bachmanns Ägide entstand zudem die – schliesslich zwanzigbändige – Reihe der Beiträge zur Schweizerdeutschen Grammatik, welche die Sammlung des Idiotikons ergänzen und insbesondere die «nach Abschluss des Wörterbuchs auszuarbeitende Grammatik des Schweizerdeutschen» vorbereiten sollte.

## Trägerschaft und Finanzierung
1950 wurde der Verein für das Schweizerdeutsche Wörterbuch ein zweites Mal gegründet und damit die Antiquarische Gesellschaft aus Zürich von der Verantwortung für das Idiotikon entbunden. Finanziert wird das Wörterbuch über die Schweizerische Akademie der Geistes- und Sozialwissenschaften (SAGW; seit 1996) von der Schweizerischen Eidgenossenschaft sowie von den deutschschweizerischen Kantonen.
Die vier Nationalen Wörterbücher der Schweiz sind wie beispielsweise das Historische Lexikon der Schweiz (HLS), die Diplomatischen Dokumente der Schweiz (dodis), Année politique suisse, Infoclio.ch und das Inventar der Fundmünzen der Schweiz eine vom Staatssekretariat für Bildung, Forschung und Innovation (SBFI) definierte Forschungsinfrastruktur, für die die SAGW die Förderverantwortung hat.

## Quellen und Materialbasis

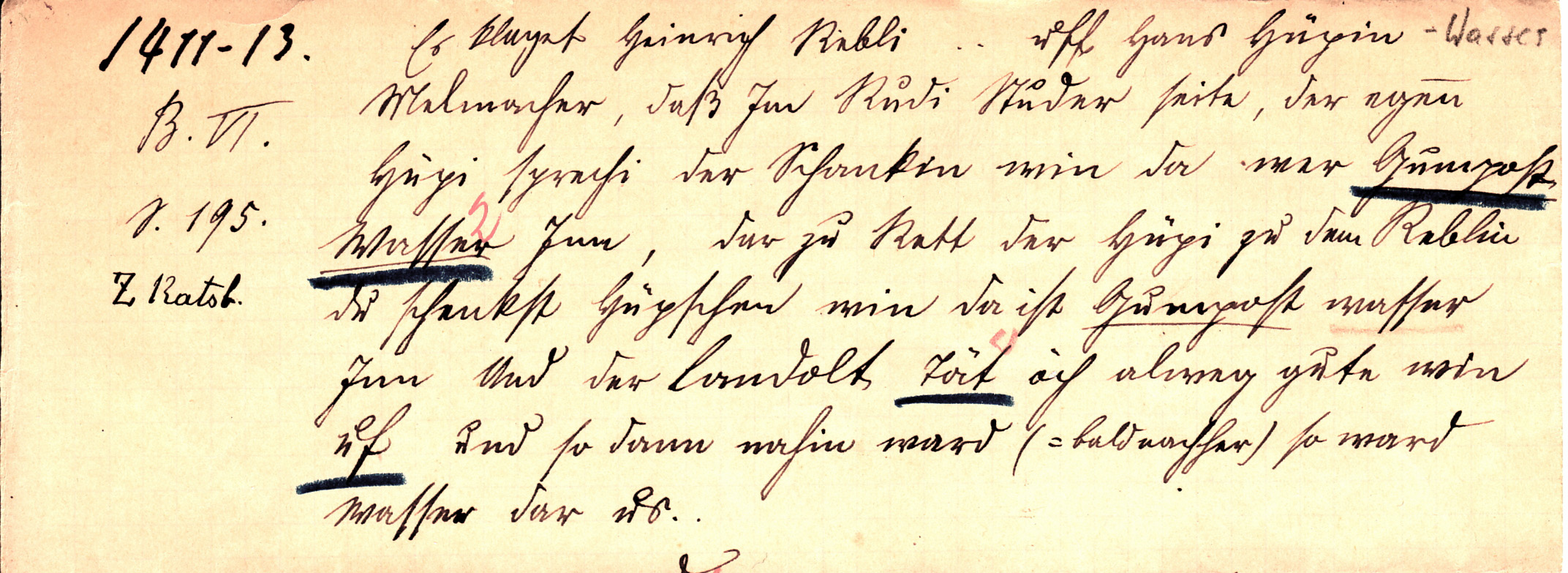
Beleg aus dem Zürcher Rats- und Richtebuch von 1411/13 (Abschrift um 1910)

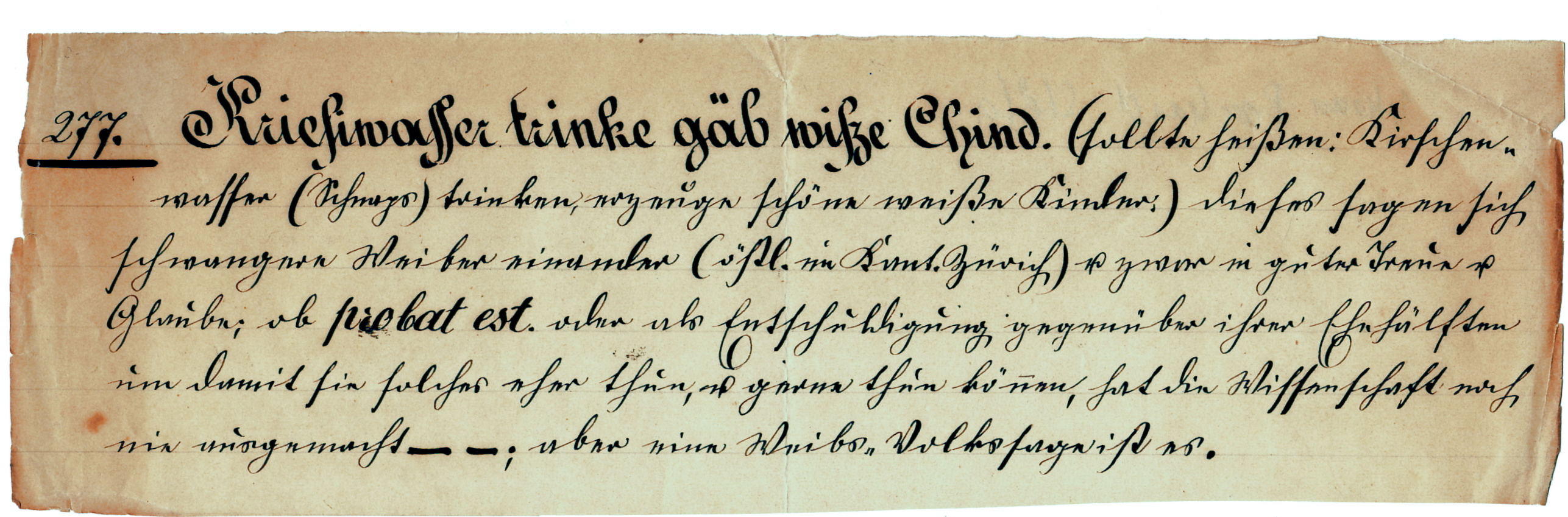
Beleg aus dem Zürcher Oberland um 1865 (Originalbeleg)